# 西武鉄道のダイヤ改正
西武鉄道のダイヤ改正（せいぶてつどうのダイヤかいせい）では、西武鉄道の鉄道路線において実施された歴代のダイヤ改正（判明している分のみ）について述べる。

## 1940年代

### 1946年2月14日
池袋線の保谷〜田無町（現在のひばりヶ丘駅）間が複線化。

## 1950年代
新規路線の開通や、単線路線の複線化が盛んに行われていた時期である。

### 1950年
- 4月6日 - 新宿線：東村山〜柳瀬信号所間が複線化。

### 1952年
- 3月25日 - 新宿線：西武新宿～高田馬場間が開通。

### 1953年
- 3月28日 - 新宿線：田無町〜東久留米間が複線化。
- 9月26日 - 池袋線：東久留米〜清瀬間が複線化。

### 1958年
- 12月19日 - 新宿線：柳瀬信号所〜所沢間が複線化。

### 1959年
- 12月21日 - 池袋線：清瀬〜秋津間が複線化。

## 1960年代

### 1960年
- 5月25日 - 池袋線：秋津〜所沢間が複線化。

### 1963年
- 9月1日 - 池袋線：西武市場駅廃止。
- 11月1日 - 池袋線：池袋〜所沢間で急行10両編成の運転開始。

### 1965年
- 11月5日 - 池袋線：所沢〜西所沢間が複線化。

### 1966年
- 5月25日 - 池袋線：西所沢〜小手指信号所間が複線化。

### 1967年
- 4月1日 - 池袋線：豊岡町駅を入間市駅に改称。
- 10月27日 - 新宿線：所沢〜新所沢間が複線化。
- 10月28日 - 池袋線：小手指信号所〜武蔵藤沢間が複線化。

#### 1967年11月15日改正
朝ラッシュ時の輸送力アップを図るため、以下のダイヤ改正を実施。
池袋線
- 所沢発池袋行きの普通列車を準急列車に格上げ。
- 清瀬発池袋行き、および豊島園発池袋行きの列車を、6両編成から8両編成に変更。
- 急行列車の所沢〜池袋間の停車駅を以下のように変更。
  - 飯能発：ひばりヶ丘・石神井公園にのみ停車。
  - 所沢発：東久留米・保谷・大泉学園のみ停車（後の通勤急行）。

新宿線
- 新所沢発新宿行きの普通列車を準急列車に格上げ。
- 普通列車の一部を4両編成から6両編成に変更。

### 1968年
- 5月14日 - 拝島線開通に伴うダイヤ改正を実施。同線内は日中20分間隔、平日朝ラッシュ時15分間隔の運転（平日上下66本、土休日54本）。
- 11月13日 - 池袋線・新宿線：武蔵藤沢〜入間市間が複線化。

### 1969年
- 9月26日 - 新宿線：新所沢〜入曽間が複線化。
- 10月2日 - 仏子〜笠縫信号所間が複線化。
- 10月14日
  - 西武秩父線が開業。
  - 101系・5000系「レッドアロー」運転開始。

## 1970年代

### 1970年11月20日
小手指信号所が小手指駅として開業。

### 1973年11月29日改正
池袋線
- 朝のラッシュ時の列車のうち、所沢発池袋行き急行列車7本の停車駅に石神井公園を追加。また、小手指発の準急列車6本の一部を、大泉学園止まりの普通列車に変更。
- 平日朝の下りに、池袋発秩父行き急行を新設[注釈 1]
- 夕方ラッシュ時の列車のうち、池袋発の急行列車4本を小手指まで10両編成化。また、池袋〜飯能間に特急列車を3往復増発。
- 特急列車の名称について、池袋〜飯能間のものを「むさし」、池袋〜秩父間のものを「ちちぶ」と統一。

新宿線
- 朝の上りにおいて、本川越発新宿行き急行の一部、および新宿発着の準急・急行列車のすべてを8両編成化。
- 朝の下りでは、新宿発拝島・多摩湖行き普通列車4本を準急に格上げ。また、新宿発新所沢行き準急列車の停車駅を、高田馬場・鷺ノ宮・上石神井、および上石神井以降の各駅とした。

### 1975年
複線化が進んだ年である。
- 3月20日 - 池袋線：入間市〜仏子間が複線化。
- 11月26日 - 新宿線：入曽〜入間川（現・狭山市）間が複線化。
- 12月8日 - 拝島線：6両運転開始。

### 1976年3月1日改正
新宿〜秩父間の特急「おくちちぶ」の運転が開始され、朝夕時間帯のダイヤが変更された。
池袋線
- 所沢発の急行列車を2本増発。
- 池袋〜飯能間の準急列車、および池袋発小手指行きの普通列車を、急行または準急に格上げ。
- 21・22時台の、池袋発飯能行き準急列車の運転間隔を短縮。

新宿線
- 19・20時台の、多摩湖行き普通列車4本を準急に格上げ。
- 21時台の、本川越行準急列車の運転間隔を短縮。
- 休日朝の新所沢発普通列車7本を準急に格上げ。

### 1977年12月19日改正
この時から旧2000系車両が登場した。また、荷物列車が廃止された。
池袋線
- 朝ラッシュ時の準急列車・普通列車を増発。
- 平日の、19:00池袋発飯能行き急行列車を8両編成から10両編成に変更。
- 平日・休日ともに特急列車を3本増発。

新宿線
- 朝ラッシュ時の準急列車・普通列車を増発。
- 平日18・19時台の下りにおいて、急行列車・準急列車の10両編成を増発。
- 休日昼間を中心に、新所沢発着の普通列車を準急に格上げ。

その他の支線
- 萩山駅での拝島線と多摩湖線の分割・併合を日中のみ取りやめ、単独運転化。前者は新宿線直通運転、後者は小平で折り返し運転となった。

### 1979年
新101系車両が登場。

## 1980年代

### 1980年3月12日
新宿線の南大塚〜脇田信号場間が複線化。

### 1980年3月17日改正
新宿線
- 快速急行列車の追加。
- 大晦日と元日以外の休日に、新宿〜本川越間で朝夕1本ずつ運行されていた不定期列車[注釈 2]の種別を快速急行に変更（通称ゴルフ急行）[1]。
- 新所沢発普通列車のうち、7:00 〜9:00に高田馬場着のものを準急に格上げ。
- ラッシュ時の10両編成を朝5本、夕方2本増発するとともに、ダイヤを大幅に見直し。

池袋線
- 快速急行列車・通勤急行列車・通勤準急列車・快速列車の追加。
- 休日に池袋〜西武秩父間で運行される便[注釈 3]の種別を快速急行に変更（通称ハイキング急行）[1]。
- 池袋〜飯能間の準急列車を急行に、池袋〜小手指間の普通列車を準急に格上げ。その他、日中の運行形態を変更。
- 朝ラッシュ時の10両編成を3本、夕方の準急を4本増発。その他、ラッシュ時のダイヤを大幅に見直し。

### 1981年
3月6日、狭山線の下山口駅に交換設備が設置された。

### 1982年12月20日改正
- 池袋線の下原駅が廃止。

### 1983年10月1日改正
- 有楽町線の小竹向原～新桜台間が開業[注釈 4]。

### 1983年12月12日改正
- 赤電のうち、451系・551系・571系の本線系統（新宿線の新宿〜本川越間、池袋線の池袋〜飯能間）での使用・運用が終了した。ただし、車両管理所への入出庫時は本線を回送として走行したほか、池袋線・新宿線以外の各支線では、本線へ直通しない線内運用での普通専用車としてのみ引き続き使用された。これにより、赤電の優等種別での運用は完全に廃止されたことになる[注釈 5]。
- 池袋線で、朝ラッシュ時の池袋発豊島園行き準急列車[注釈 6]を廃止。[2]。

### 1984年5月14日
山口線がシステム改築等のため休業に入った。

### 1985年4月25日改正
昨年から休業していた山口線が、以下の変更とともに営業を再開。
- 交通システムを軽便鉄道から新交通システム（AGT）へ改築。
- 営業区間を西武遊園地〜西武球場前間に変更。

多摩湖線
- 野球開催日限定で、国分寺～西武遊園地間の準急列車（八坂と武蔵大和を通過する）の運転を開始。これにより、赤電による優等種別が一時的に復活した（詳細は西武351系電車参照）。

国分寺線
- 国分寺発、所沢経由、西武球場前行列車が、所沢止まりに変更された[3]。

なお、ダイヤ改正時に通常刊行される『西武鉄道時刻表』が、このときは発行を見送られた。

### 1986年
5月頃〜6月に行われた新宿線沼袋駅のホーム改良工事に伴い、普通列車の優等待避駅が中井または鷺ノ宮（下り）へと臨時変更された。工事が終了すると、優等待避駅は元通り沼袋駅となった。

### 1987年
9月、金曜夜のみの臨時運行列車（通称「花金電車」）が登場。

### 1988年12月5日改正
1983年12月以来の大幅な改正となった。
全体
- 最高速度を一部区間で95km/hから105km/hに引き上げ。
- 場内信号機および出発信号機の青現示を定位として駅進入速度を引き上げ（55km/hから75km/hへ）。
- 「花金電車（#1987年参照）」を、その他の曜日も含めて定期運行化。
- 準急列車の区間を延長。これに伴い、日中の池袋線小手指〜飯能間、新宿線新所沢〜本川越が20分ヘッドから平均15分ヘッドに増発された。

行楽列車
- 野球開催時の急行列車が練馬に停車しなくなった。
- 野球開催時直通列車のうち、下りの準急・通勤準急のみ下山口にも停車するようになった。
- 本川越発西武球場前直通列車が2本から1本のみに削減。
- 平日西武園競輪開催時運転の快速急行のうち、西武園発西武新宿行の一部が準急に変更。
- 休日ダイヤでの西武園線直通列車は予定臨として組み込み。

特急列車
- 休日ダイヤで運行されるおくちちぶ西武新宿行、およびその折返しむさし本川越行のダイヤがそれぞれ1時間繰り上げられるとともに、増発・区間延長が行われた[5]。[5]。
- 池袋〜秩父間の直通電車の大半が飯能駅で分断され、特急と休日ダイヤの快速急行以外は飯能での折返し運転となった。
- 西武新宿発の併結列車のうち、20時以降のものは拝島行単独運転に変更され、西武遊園地行は小平発となった。拝島線の利用者急増と、それに伴う需要のアンバランス（拝島線5：多摩湖線1）が原因。
- 西武有楽町線と営団有楽町線（当時）との直通工事のため、豊島線の池袋〜豊島園間の直通を一旦廃止。このため、豊島線はしばらく4連の普通列車が折返し運転をするのみとなった。
  - 朝夕の直通列車は池袋線の池袋〜保谷間に振り替え。
  - 日中は池袋〜練馬間の普通列車[注釈 7]を運転。

その他各路線
- 池袋線：所沢発池袋行の通勤快速[注釈 8]を1本新設。
- 秩父線：東飯能〜高麗間に武蔵丘信号場と留置線を新設。これに伴い、列車交換・留置（40両分）のほか増解結作業も実施。
- 拝島線：東大和市〜玉川上水の複線化。同線での8連運転を開始。

車両面の変更
- 飯能〜西武秩父間各駅停車、および休日ダイヤの池袋〜西武秩父間快速急行にて4000系の営業運転を開始。
  - これに伴い、101系の冷房試作（分散式冷房装置搭載）車が消滅。同系140番台の編成も廃車となり、4000系に機器が転用された。
- 同年前半から運用開始した新2000系を増備。2000系による10連運転の増加に伴って、旧タイプ2000系の8連車に電気連結器を取り付け。
- 各支線で限定的に残されていた赤電形式551系・571系の使用・運用が終了。

### 1989年4月1日改正
秩父鉄道が運営する秩父本線への乗り入れを開始した。ここでは4000系が運用された。
- 三峰口方面は西武秩父駅で方向転換の上、連絡線を用いて乗り入れ。
- 長瀞・野上方面は西武秩父駅手前で連絡線が分岐し、秩父鉄道御花畑へ直通[注釈 9]。
- 両方向の併結運転時は、横瀬駅での分割併合となる。

なお、半月後の4月16日には、秩父鉄道に乗り入れる車両として新101系が追加された。

### 1989年12月11日
『西武鉄道時刻表』第8号が発行された。この時、以下のような仕様変更が行われた。
- 判型をB5からA5変形判（通称ポケットサイズ）に変更。
- 西武バスの情報が営業案内と高速バス時刻表のみとなり、一般路線の時刻表は省略された。

## 1990年代

### 1991年3月11日改正
- 土曜日のダイヤが、平日ダイヤから休日ダイヤに変更。

### 1993年12月16日改正
- 9000系および10000系（愛称「ニューレッドアロー（NRA）号」）が登場[6]。
- 野球ダイヤ時に運行していた本川越駅発西武球場前行きの列車を廃止し、代わりに新所沢駅発の準急を本川越駅発に変更。

池袋線
- 平日昼間時間帯に快速急行を設定[6]。
- 入間市駅が特急停車駅に[6]、練馬駅が準急停車駅になる。
- 通勤快速の10連化と始発駅を飯能駅に延長。
- 平日・土休日ともに、池袋〜練馬間の昼間の普通列車の運行を廃止。
- 土休日の朝夕に運行している秩父方面への快速急行列車を全て定期化し、うち3往復を三峰口・寄居発着とする。
- 土休日の朝、所沢発池袋行きの急行3本を4000系で運行。

新宿線
- 有料特急「小江戸」が運転開始[6]。「おくちちぶ」と「むさし」は新宿線での運用終了。
- 朝ラッシュ時の本川越発（鷺ノ宮通過）の急行を通勤急行に、拝島・西武遊園地発（上石神井通過）の急行を快速に変更。また、沼袋・中井の両駅で行っていた普通の待避を中井駅のみに変更[6]。
- 夕方ラッシュ時以降の準急を急行に格上げ。
- 土休日の朝夕1本ずつ（大晦日と元旦を除く）西武新宿〜本川越間を走行していた快速急行（通称「ゴルフ急行』）の廃止。

その他路線
- 国分寺線：10分ヘッドに増発。また、野球ダイヤ時に運行していた東村山→所沢への延長運転を廃止。
- 狭山線：深夜時に普通が1往復増発され終電が延長。
- 豊島線：練馬駅の高架化工事のため、線内折り返し運転となる。

### 1994年12月7日改正
- 西武有楽町線の練馬～新桜台間が単線で開通する。同時に営団有楽町線（当時）との暫定相互乗り入れを開始（それまでは片乗り入れであった）。
- 練馬高野台駅開業。

### 1995年11月1日改正
- 多摩川線でワンマン運転を開始。

### 1996年3月28日改正
- 定期貨物輸送の廃止。
- 多摩湖線の野球開催日の臨時増発電車が、1985年以来11年ぶりにすべて普通列車に戻される。優等列車である準急の設定はなくなる。
- 多摩湖線の準急廃止および八坂駅・武蔵大和駅の最大停車両数の4両から8両へのホーム延伸工事完了に伴い、土曜・休日ダイヤの西武新宿発着の直通快速急行がそれまで通過していたこの両駅に停車するようになる。

### 1997年3月12日改正
- 特急レッドアローが大幅に増発。
  - 池袋線では所要時間を短縮し[7]、昼間時間帯は全列車西武秩父駅発着の「ちちぶ」になる。
  - 新宿線では昼間時間帯は1時間ヘッド、夜間時間帯で30分ヘッドでの運転となる[7]。
- 拝島線10両編成対応工事完成に伴い[7]、夕方時間帯以降の拝島駅（一部玉川上水駅発もあり）発着の急行を増発。同時間帯の萩山駅での切り離しを廃止し[7]、西武遊園地駅発の列車を国分寺駅、小平駅発に改定。
- 前年の新所沢駅ホーム2面4線化工事完成に伴い、朝夕ラッシュ時、および休日の急行・準急の一部が、新所沢駅での特急列車通過待避を開始[注釈 10]。

### 1998年3月26日改定
- 西武有楽町線が複線化し、同時に営団地下鉄有楽町線（当時）および営団地下鉄有楽町線新線（当時。現在の東京メトロ副都心線）との相互直通運転を開始[8]。
- 通勤快速が小手指始発となる。同時に東久留米に停車[9]。
- 豊島線の直通運転を再開[8]。練馬以西各駅に停車する区間準急を新設[8]。
- 新宿線で、平日昼間時間帯のみ快速急行「川越号」が運転開始する[8]。西武遊園地発着の快速急行、西武球場前（野球開催時のみ）発着の快速急行は急行と準急に格下げされる。
- 西武園競輪開催日の下り快速急行西武園行きが廃止[9]。

## 2000年代

### 2000年3月29日改正
池袋線
- 朝6時台の電車のうち、飯能発池袋行き特急列車を1本増発。また、小手指発池袋行き通勤準急1本を飯能発に延長[10]。
- 朝のラッシュ時の、池袋発保谷行き普通電車３本を小手指まで、小手指行き快速電車１本を飯能まで延長[10]。
- 朝のラッシュ時の走行速度を引き上げ[10]。
- 夕方の保谷発池袋行き準急・普通電車各２本を、小手指または所沢発に延長[10]。

その他
- 新宿線・拝島線：20000系車両が登場[10]。
- 新宿線：平日朝の西武新宿～本川越間に特急電車を１往復増発[10]。
- 有楽町線：小竹向原～清瀬間に１往復増発。また、終電の時刻を繰り下げ[10]。

### 2001年12月15日改正
- 中村橋〜練馬高野台間が複々線化[11]。
- 池袋・狭山線の快速が練馬と下山口に停車。
- 池袋線の通勤快速が消滅。
- 新宿線の快速が消滅、通勤急行が停車駅を変更[11]。
- 平日1本設定された新101系4＋4連による急行長瀞・寄居・三峰口行き廃止。

### 2003年3月12日改正
- 練馬〜中村橋間が複々線化[12]。
- 区間準急を廃止[12]。
- 平日昼間時の「むさし号」3往復を西武秩父まで延長し「ちちぶ号」に変更[12]。
- 国分寺〜新所沢間に直通列車を新設[12]。
- 朝の通勤時間帯に特急レッドアローを新設[12]。
- データイムに毎時、本川越〜西武新宿間を全線通し運転する普通を新設、それにより昼間時のみ、急行・準急を1本ずつ減便。
- 拝島線データイム時に新宿線直通西武新宿発着の急行を新設、それにより昼間時のみ、新宿線直通西武新宿発着普通を減便[12]。

### 2005年3月17日改正
- 特急レッドアロー「ちちぶ号」を増発[13]。
- 平日、夜間の混雑時間帯に池袋発の準急と快速を増発[13]。
- 国分寺〜新所沢間の直通電車を増発[13]。
- 土・休日の多摩湖線で普通1往復を増発[13]。
- 土・休日の朝・昼間時間帯の準急と急行を10両編成で運転[13]。

### 2007年3月6日改正
- 新宿線の快速急行が狭山市と東村山に停車（東村山停車は1998年以来9年ぶり[14]）。

### 2008年6月14日改正
東京メトロ副都心線開業に伴うダイヤ改正。
池袋線
- 池袋線・西武有楽町線と東京メトロ副都心線との相互直通運転を開始し、日中の快速を東京メトロ有楽町線新木場発着から東京メトロ副都心線渋谷発着（地下鉄線内急行）に変更。
- 東京メトロ有楽町線新木場発着は西武線内準急の小手指行きとなる。
- 朝間、昼間の上り快速を池袋行きから渋谷行きに変更。
- 通勤準急が練馬に停車し、地下鉄線直通列車との接続を強化。
- 豊島線の全列車を池袋まで運転（各停のみ）。
- 各停の通過待避駅を江古田から東長崎に変更。
- 夕ラッシュ時の下り急行のうち、半数を小手指までに短縮。

新宿線
- 新宿線・拝島線で拝島快速の運転を開始。
- 国分寺線・新宿線直通列車の運転区間を国分寺〜本川越間へ延長。
- 快速急行の「川越号」の愛称を廃止。
- 平日昼間時、6両編成の各駅停車を廃止し8両に統一（東村山〜本川越間除く）。

この改正と同時に、乗客にとってのわかりやすさを考慮し、「普通」の列車種別名を「各停」に変更した。これに伴って、山口線と多摩川線を除く所有全車両の行先・種別表示幕の総取替え（ロール幕式）およびプログラム変更（LED式）が実施され、幕式とフルカラーLED搭載車については、列車種別ごとに明確に異なる色を採用した。同時に、一部編成のみであった表示幕の英語表記が取替対象外車両以外の全編成・全車両形式に拡大した。なお、同年4月下旬に営業運転を開始した30000系では、ダイヤ改正を待たずに「普通」列車に「各停」と表示していた。当記事も、これ以降の節では「普通」ではなく「各停」と記述する。
また、この年以降、12月31日（大晦日）から1月1日（旦元）にかけて実施していた終夜運転が2008年度以降中止され、終電の延長のみとなった。

## 2010年代

### 2010年3月6日
- 特急レッドアローの発車時刻の統一[16]。
- 昼間時間帯の池袋〜西武球場前間の直通列車化（準急を毎時2本運転[16]）。
- 夕方に国分寺から新所沢間の列車増発[16]。
- 競輪開催時の国分寺〜西武園間の昼間時臨時列車の追加運転廃止[16]。
- 土・休日の朝の秩父鉄道への直通列車における発車時刻の繰り上げ[16]。

### 2011年3月5日
- 夕方ラッシュ時の池袋駅発着の列車の時刻を等間隔化（5分毎に発車[17]）。
- 新宿線の快速急行が新所沢駅 - 本川越駅間を全駅への停車に変更[17]。

### 3.11以降の節電ダイヤ（3/12～9/12）
東北地方太平洋沖地震（東日本大震災）ならびに東京電力・福島第一原発での事故による電力事情悪化に伴う一連のダイヤ変更。
3月12日 - 31日
- 東京メトロ・秩父鉄道への直通運転中止。
- 特急レッドアロー、新宿線系統・池袋線系統共に全便運転中止。
- 快速急行・拝島快速・通勤急行・急行の運転も全て中止。
- 全線各停運用による運行。

4月1日 - 15日
- 東京メトロへの直通運転再開。
- 通勤急行・急行、運転再開、快速急行は急行に格下げ。
- 特急レッドアロー、土休日のみ一部減便の上運転再開。

4月16日 - 6月10日
- 秩父鉄道への直通運転再開。
- 特急レッドアロー、平日一部運転再開（5月16日から池袋線系統全便運転再開）。
- 日中一部減便。

6月11日 - 9月11日
- 特急レッドアローを含む土休日ダイヤの減便措置解除。
- 平日特急レッドアロー新宿線系統、引き続き日中を中心に減便。また、西武新宿〜所沢間の区間便を増発。
- 一般列車は通常の8割の本数で運転。

9月12日
- 特急・一般列車全ての減便措置並びに種別変更措置解除。

### 2012年6月30日
池袋線練馬高野台駅〜石神井公園駅間の複々線化一部完成（上りのみ）と石神井公園駅の2面4線化完成に伴い実施。
池袋線
- ダイヤを見直し、優等列車の池袋駅発着時刻を均等間隔化[18]。
- 下り朝と夕方ラッシュ時に運行していた通勤準急を廃止、快速もしくは準急に変更[18]。
- 平日朝の練馬高野台駅始発各停7本を石神井公園駅始発に変更[18]。
- 上り特急列車の先行列車追越し駅を変更（小手指駅から清瀬駅に）[18]。これにより、所沢駅での特急接続を強化[18]。

新宿線・拝島線
- 運行種別を整理し、昼間時は特急・急行・各停に統一[18]。準急は朝と夜のみの運転となり、快速急行および拝島快速は廃止し、急行に変更[18]。
- 運行ダイヤをパターン化して均等間隔で運転[18]。
- 新宿線昼間時の急行・各停の接続駅を統一（下り：鷺ノ宮駅、上り：上石神井駅）、各停の急行通過待ちを廃止し、所要時間を短縮[18]。
- 拝島線の混雑緩和のため、平日朝の萩山駅での切り離しを廃止、連結は一部廃止[18]。

多摩湖線
- 平日朝の多摩湖線の一部列車を西武遊園地まで直通運転[18]。また、一橋学園駅始発2本を萩山駅始発に延長[18]。

### 2013年3月16日
東京メトロ副都心線と東急東横線、横浜高速鉄道みなとみらい線との相互直通運転開始によるダイヤ改正。共通して、女性専用車両の設定時間を拡大。
池袋線
- 西武有楽町線に直通する快速急行を新設、同線方面への直通列車に限り練馬にも停車するようになる[19]。これに伴って日中の東京メトロ副都心線直通の快速を快速急行に格上げ[19]。また、土休日の昼間の飯能及び小手指発着の快速急行の新設。
  - これに関連して小手指 - 飯能間で池袋発着の各駅停車が日中にも運行開始。
- 朝ラッシュ時、池袋 - 石神井公園間の各駅停車を増発[19]。
- 夕ラッシュ時、池袋からの急行の行き先変更[19]。
- 平日ダイヤにおける秩父鉄道線への直通運転を見直し[19]。土休日の池袋行きは急行に格下げ。西武秩父発着の快速急行は上り1本のみに減便。
- 土休日ダイヤに限り、東急車及び東京メトロ車8両編成の乗り入れが飯能駅まで延長され、朝下り快速急行1本と夕方下り快速3本、上り2本が新設。

新宿線
- 東村山駅が特急レッドアローの停車駅になる[19]。
- 拝島線への直通運転を増強。
  - 朝ラッシュ時は萩山駅での併合作業を廃止し、拝島発着の10両編成の急行・準急を増発[19]。多摩湖線西武遊園地駅発は8両編成の各駅停車か国分寺行きに変更。
  - 夕方時間帯は一部列車準急に格下げ、夜間の急行の運転時間帯を拡大。格下げとなった下り準急は東伏見で特急待避。

多摩湖線
- 大半を国分寺〜西武遊園地間の運転（但し昼間は萩山駅で折り返し運転）に変更する。小平発着は朝及び土・休日の一部を除き廃止。また、一橋学園発着は全て廃止。

多摩川線
- 変更なし。

### 2016年3月26日
池袋線系統
- 池袋線、西武秩父線の特急を増発
  - 平日の金曜日に池袋駅22:30発の特急飯能行きが西武秩父行きに延長。これにより、特急西武秩父行き最終の池袋駅の発車時刻が1時間繰り下がり、横瀬・西武秩父への利便性が向上。
  - 飯能駅を21時台、池袋駅を22時台に発車する特急を上下1本ずつ増発。これにより、飯能駅17:05〜22:05および池袋駅16:30〜23:00 に発車する特急がすべて30分間隔となる。
- 所要時間の短縮
  - 平日および土休日の昼間に東京メトロ副都心線・東急東横線・横浜高速鉄道みなとみらい線と直通運転する快速急行と、池袋駅を発着する準急とが接続する駅を、上下線ともに練馬駅に統一。これにより、池袋〜飯能駅間において上りで最大5分、下りで最大3分短縮。また、上りの接続列車が各停8両編成から準急10両編成に変更された（土休日の一部を除く）。
  - 元町・中華街〜飯能間の下り快速急行（Fライナー）の所要時間を3分短縮[20]。
  - 平日21時台の小竹向原駅の発車時刻を見直し、東京メトロ有楽町線や副都心線から西武線方面への乗り継ぎ時間を最大5分短縮。
  - 土休日17・18時台の小竹向原駅から発車する地下鉄副都心線からの列車のうち、10両編成の各停小手指行き3本を準急に格上げ、各停石神井公園行きの一部を有楽町線新木場発に変更。
  - 土休日7時〜12時台に池袋駅に到着する8両編成の優等電車を、すべて10両編成化。

新宿線系統
- 新宿線の特急を増発
  - 西武新宿駅に8時台に到着する上り特急を1本増発。これに伴い特急の発着時刻の一部を変更。
  - 本川越駅を10時台、西武新宿駅を11時台に発車する特急を上下1本ずつ増発。これに伴い、特急の発着時刻の一部を変更。
  - 西武新宿駅を平日11時台〜15時台、土休日10時台〜15時台に発車する下り特急の発車時刻を10分繰り下げ、毎時40分発に変更。
- 本川越駅を発車する通勤急行西武新宿行きの所要時間、拝島駅を発車する急行西武新宿行きの所要時間をそれぞれ1分短縮。
- 土休日の9時〜10時台に西武新宿駅を発車する急行本川越行きを2本増発。また、同時間帯の各停運転本数を見直し。
- 定期列車として運行していた急行・西武遊園地行きは、野球開催日・行楽シーズンのみの不定期運転に変更。
- 土休日の5時〜16時台に西武新宿駅に到着する上り8両編成の優等電車を一部10両編成化。
- 新所沢行き終電の混雑緩和を図るため、新所沢行き終電の1本前に西武新宿駅を24時1分に発車する準急新所沢行きを新設。これに合わせ、西武新宿駅23時45分着の新所沢発準急西武新宿行きも新設し、混雑緩和と利便性向上を図る。

山口線
- 池袋線、新宿線のダイヤ改正に合わせ時刻変更。

多摩川線
- 変更なし。

### 2017年3月25日
座席指定制列車S-TRAINの運行開始に伴うダイヤ改正。
池袋線
- S-TRAINを運行開始。いずれも西武有楽町線を経由して東京メトロ有楽町線（平日）・東京メトロ副都心線・東急東横線・横浜高速鉄道みなとみらい線（土休日）に乗り入れる。
  - 平日は所沢〜豊洲（東京メトロ有楽町線）の区間で、下り（所沢行）を夕方以降に3本、上り（豊洲行）を朝1本・夕方〜夜に3本運行。
  - 土休日は元町・中華街（横浜高速鉄道みなとみらい線）〜所沢・飯能・西武秩父の区間で、下り3本・上り2本を運行。下りは朝1本が西武秩父行、夕2本が飯能行と所沢行各1本となる。上りは朝の飯能発1本と夕の西武秩父発1本がそれぞれ運行される。
- 特急では、土休日下り「むさし63号」のダイヤを1時間繰り下げ。土休日上りの西武秩父発を7〜21時台まで原則毎時30分発に統一。
- 平日朝の下り、小竹向原→小手指間に各停1本を増発。
- 平日・土休日両方の早朝上り、小手指→小竹向原に各停1本を増発。
- 土休日17:25発の準急所沢行を、快速飯能行に変更。
- 土休日飯能発8・9時台に発車する下り西武秩父方面の列車をすべて8両編成化。
- 野球開催日の試合終了後に西武球場前を発車する土休日の優等列車（快速・急行）をすべて10両編成化。

新宿線
- 平日朝の6:39西武新宿発田無行の確定列車を、新所沢まで延長運転し、混雑緩和を図る。
- 平日朝に運行される田無止まりの下り準急のうち、2本が急行に種別変更。

山口線
- 池袋線・新宿線ダイヤ改正に合わせて時刻変更。

多摩川線
変更なし

### 2018年3月10日
座席指定制列車拝島ライナーの運行開始に伴うダイヤ改正。キャッチコピーは「ハートに寄り添うダイヤです。」「夜の利便性を強化! お客様に快適をお届けします。」
池袋線
- 平日夕夜間にS-TRAINを4本増発[22]。
  - 18時台から22時台まで、下り豊洲発を00分、有楽町発を07分、飯田橋発を16分に統一[22]。
  - 豊洲で新木場発の各停に、保谷で小手指行きの各停に、所沢で飯能行きの各停にそれぞれ接続。ただし、豊洲18:00発は保谷での接続はなし。豊洲22:00発は石神井公園と所沢で小手指行きに接続[22]。
- 休日日中に池袋〜飯能で特急電車を計6本増発[23]。
- 休日野球開催日の臨時特急「スタジアムエクスプレス」の運転時刻を全便30分前倒し[24]。
- 平日21時・22時台に西武有楽町線を計4本増発[25]。
- 平日日中の池袋〜西武球場前の直通を取りやめ。西武球場前発は西所沢行きに、池袋発は所沢行きに。また、休日上りの西武球場前発池袋行きは全便準急に格上げ[25]。
- なお、乗り入れ先の1つである東急東横線および横浜高速鉄道みなとみらい線のダイヤ改正は見送られた。

新宿線
- 有料座席指定列車「拝島ライナー」の運転を開始[26]。西武新宿、高田馬場の各駅からの乗車の際は指定券が必要。小平〜西武立川間からの乗車の際は指定券不要[26]。平日、休日とも西武新宿発拝島行きの下りのみ5本運転。18時台から22時台まで、西武新宿発を15分、高田馬場発を18分に統一[26]。小平で、平日は新所沢行き、休日は本川越行きに接続[26]。
- 10時台〜16時台の所沢発本川越方面の出発時刻見直し。池袋線の下り特急（ちちぶ11号〜23号 (平日は13号〜19号)）との接続を改善[27]
- 平日西武新宿8:13発の準急田無行きを新所沢まで延長[28]
- ナイター開催日、西武球場前発西武新宿行きを準急から急行に格上げ[28]
- 競輪開催日に実施していた国分寺〜西武園間の直通運転を取りやめ、東村山で分断[28]。

山口線
- 池袋線・新宿線ダイヤ改正に合わせて時刻変更[28]。

その他
- このダイヤ改正と同時に、特急ちちぶ号、特急むさし号、特急ドーム号、特急小江戸号、および拝島ライナー利用時に、特急券、指定券を購入せず乗車した場合、別途車内発券料金（200円）を徴収開始（S-TRAINでは当時既に実施済であった）[28]。

### 2019年3月16日
新型特急車両Laview運行開始に伴うダイヤ改正。キャッチコピーは「もっと速く、もっと快適な毎日へ。」
池袋線
- 特急電車の増発及び時刻変更等
  - ちちぶ号の一部運用を10000系から001系に置き換え。
  - 池袋〜所沢駅の所要時間を最速19分に短縮。
  - 平日夕方に下り列車を増発
  - 臨時特急電車の時刻変更
- 上り「S-TRAIN」を朝の時間帯に1本増発し、夕方時間帯については廃止。
- 日中の運行形態の変更
  - 全ての下り急行・快速急行（Fライナー）が石神井公園駅において各駅停車と接続
  - これまで小手指・飯能両駅発着のみであったFライナーに所沢駅発着を設定
  - 練馬まで先着する下り各駅停車を毎時1本増発
- その他、混雑緩和のための増発及び運転間隔の変更

新宿線
- 特急電車の増発
- 「拝島ライナー」の増発と萩山駅での接続改善
- 日中時間帯の優等電車を10両編成に統一
- 夕夜の運行形態の変更
  - 準急の一部を急行に格上げ
  - 平日17〜18時台、中井で2本の通過電車を待つ各駅停車の本数を一部削減
- 一部下り急行の上石神井駅での特急通過待ちが発生
- 日中における新宿線・国分寺線の直通運転を休止
  - 東村山駅付近の連続立体交差事業による

山口線
- 池袋線・新宿線ダイヤ改正に合わせて時刻変更

多摩川線
- 多磨駅の橋上駅舎化工事に伴う始発終電時刻の変更

## 2020年代

### 2020年3月14日
東京メトロ有楽町線が、日中5分間隔化したことに伴うダイヤ改正。キャッチコピーは「もっと便利に快適に!!」。
池袋線系統
- 有料列車
  - 特急列車の速達性・利便性の向上
    - 池袋線定期特急列車をLaviewでの運行に統一。
    - 日中の所要時間を見直し、池袋駅〜西武秩父駅を最速77分に短縮
    - 平日および土休日の夜間における、所沢駅および入間市駅での一般列車との接続を改善。

  - 平日下りS-TRAINの行き先を所沢駅から小手指駅に延長し、新たに練馬駅・西所沢駅・小手指駅（いずれも降車専用）に停車するようになった。
- 一般列車
  - 西武有楽町線の増発
    - 日中、石神井公園駅発着を毎時2本増発。
    - 平日夜間、西武有楽町線からの下り列車の増発、または行き先・種別の変更。

  - 快速急行（Fライナー含む）の運行形態変更
    - 新桜台駅を通過するようになった。
    - 日中、上り飯能駅発各停から小手指駅で接続。

  - 日中、一部優等列車の所要時間短縮。
  - 上り初電車の発車時刻を繰り上げ。
  - 平日上り終電車の発駅を、保谷駅から石神井公園駅に変更。
  - 土休日の朝夕の、秩父鉄道直通列車の都心側発着駅を池袋駅から飯能駅に変更。これにより、池袋発飯能着の下り線優等列車は快速急行から急行に変更され、飯能駅で始発の秩父鉄道直通列車に接続することになった。
  - 平日夜間、小手指駅行き1本を飯能駅行きに延長。
  - 平日夕方、所沢駅行き2本を西武球場前駅行きに延長。
  - 平日下りFライナー小手指行きの最終を、所沢行きに短縮。
  - 日中パターンダイヤに有楽町線直通の準急が復活。上りは小手指発、下りは保谷行き。

新宿線系統
- 土休日日中、西武新宿駅発本川越駅行き快速急行を2本（下りのみ）設定。
- 夜間の一部運行形態見直し
  - 平日夜間、高田馬場駅ホームの混雑緩和のため、一部列車の発車順序を変更。
  - 平日夜間、準急田無行を拝島行に延長。
  - 土休日夜間、運行本数の一部削減。
  - 土休日夜間、新所沢駅行きのうちの1本を本川越駅行きに延長。
- 多摩湖線の一部運行形態変更
  - 日中、国分寺〜西武遊園地の直通列車を20分間隔、萩山駅発着を40分間隔で運行。
  - 土休日朝、萩山駅発着を1往復増発。
- 平日16時台の、東村山駅における国分寺線および西武園線の乗車ホームを統一。
- 平日朝ラッシュ時、西武新宿駅の優等列車の到着番線を2・3番ホームに統一し、混雑緩和を図る。

山口線
- 池袋線・新宿線ダイヤ改正に合わせて時刻変更

### 新型コロナウイルス感染症に関係するダイヤ変更（2020年〜2022年）
感染症の流行と、それに伴う行政の要請や利用状況の変化に関して行われたことが明言されている一連のダイヤ変更・改正。

#### 2020年4月29日[31]
- 池袋線の特急列車を土休日のみ一部運休し、日中以降は2時間間隔での運行に変更。
- 土休日のS-TRAIN[注釈 11]、新宿線特急列車、拝島ライナーを全便運休。
- 平日ダイヤの変更はなし。

#### 2020年5月16日[32]
- 池袋線は、平日の特急列車の一部、および土休日の全特急列車とS-TRAINを運休。
- 新宿線は、土休日特急列車および拝島ライナーに加えて平日の一部特急列車も運休。

#### 2020年6月1日[33]
- 運休していた全ての特急列車およびS-TRAIN、拝島ライナーを運転再開。

#### 2021年1月20日〜2021年3月12日[34]
緊急事態宣言発出に伴い、国土交通省および対象都県から終電時刻の繰り上げ要請があったことによるダイヤ変更。
- 新宿線、池袋線、西武有楽町線において終電時間帯の一部下り各停を運休[注釈 12]及び運行区間を短縮[注釈 13]。これにより終電車が10〜20分程度繰り上がる（最大23分）。

#### 2021年2月13日〜2021年3月7日[35]
- 土休日、新宿線特急列車を全便運休（土休日含む拝島ライナーおよび池袋線系統の運休はない）

#### 2021年3月13日
働き方改革、および新型コロナウイルス感染症による終電時刻の繰り上げに伴うダイヤ改正であるが、同時にいくつかの駅名の変更も行われた。
ダイヤ改正
- 山口線、多摩川線を除く全路線で終電車の繰り上げを実施[注釈 14]
- 平日、秩父鉄道との直通運転を取りやめ。
- 金曜夜の特急「むさし」の西武秩父駅延長を取りやめ。
- 土休日の新宿線特急列車は、引き続き全便運休[注釈 15][38]。
- 朝及び日中時間帯は概ね変更なし。

西武園ゆうえんち周辺の駅名変更
- 「西武遊園地」駅 →「多摩湖」駅
- 「遊園地西」駅 →「西武園ゆうえんち」駅
  - これにより、山口線所属車両を含めて、行先方向幕を「多摩湖」が追加されたものへと交換。

なお、このダイヤでは『西武時刻表』が発売されていない（1985年以来36年ぶり）。

#### 2021年3月27日[39]
- 新宿線土休日特急列車の運転を再開。

#### 2021年4月30日～5月7日[40][41]
緊急事態宣言再々発出による、東京都及び埼玉県からの要請を受けて実施されたダイヤ変更。
- 池袋線は平日通勤時間帯、一部列車の発着駅を小手指駅から所沢駅に変更。
- 新宿線は平日通勤時間帯、通勤急行及び一部下り列車の運休と行先変更（4月30日のみ）。

#### 2022年3月12日
生活様式の変化に伴って、利用状況も変化したことによるダイヤ変更である。
- 東京メトロ線直通の快速急行（Fライナー含む）の発着駅を、飯能駅から小手指駅に短縮（土休日一部を除く）。
- 平日日中、新宿線の優等列車と各停、国分寺線、玉川上水駅以東の拝島線を、毎時各1本削減。
- 狭山市駅発上り列車の発駅を、本川越駅発へ延長または新所沢駅発に短縮。その結果、狭山市駅始発列車が消滅した。
- 多摩湖線日中時間帯、国分寺駅〜萩山駅で増発。
- 朝時間帯、新宿線優等列車の所要時間を短縮。
- 国分寺線と西武園線の直通運転を取りやめ。
- 一部列車の運転取りやめ
  - 平日朝、飯能駅発快速急行池袋駅行を1本。
  - 土休日、西武秩父駅発快速急行池袋駅行を1本。
  - 日中時間帯、東京メトロ線直通列車を毎時2本。
  - 平日日中、飯能駅〜西武秩父駅間を2本および狭山線を毎時1本。その結果、狭山線の運行間隔が15分から20分に。
  - 池袋線夕夜の一部優等列車、および東京メトロ線直通列車。
  - 新宿線の通勤急行および快速急行を各1本。
  - 新宿線朝夜の一部優等列車および各停。
  - 多摩湖線からの新宿線直通列車を2本。
- 野球ダイヤにおける西武新宿〜西武球場前間の直通列車の運転を休止（これは、所沢駅ふれあい通り線道路の新設工事によるもの）。

### 2023年3月18日
多摩川線以外の全線でダイヤ改正が実施された。
新宿線系
- 有料列車
  - 平日朝、上り拝島ライナーを2本新設。
    - 停車駅は下りと同じ（拝島から小平までの拝島線内各駅と、高田馬場、西武新宿）。
    - 拝島線内の各駅は乗車専用駅、高田馬場駅は降車専用駅となる。
    - 全区間座席指定で運転し、乗車の際は乗車券のほか、座席指定券が必要。

  - 平日朝の特急を、利用者が多い時刻に変更。
  - 平日朝の下り特急を1本増発。
- 一般列車
  - 平日朝、玉川上水駅始発各停拝島行きを2本新設。
  - 平日朝、田無駅始発の上り準急の2本を新所沢駅始発に延長。
  - 平日朝、玉川上水駅始発各停西武新宿行きを1本新設。
  - 平日夕夜、下り拝島ライナーと小平で接続する新宿線列車を、新所沢行きからすべて本川越行きに延長。
  - 平日夕夜、下り優等列車のうち、新所沢行きの一部を本川越行きに、玉川上水行きを全て拝島行きにそれぞれ延長。
  - 平日夕夜、一部各駅停車の運転区間短縮。
  - 土休日朝、玉川上水駅始発各停拝島行きを1本新設。
  - 土休日の終日、急行・準急の一部を8両編成から10両編成に増車。

池袋線系
- 有料列車
  - 平日朝、特急を利用者が多い時刻に変更し、増発。
  - 平日、飯能駅に15時から23時10分頃までに到着する下り特急列車が、すべて各停西武秩父行きに接続するようになった。これにより、飯能駅から先への所要時間を短縮された。
  - 平日夜、特急の一部を飯能駅4番ホーム発着に変更。
  - 土休日朝、特急の時刻を変更、増発、延長。
  - 土休日、S-TRAIN1号の時刻を繰り下げ[45]。
  - 土休日夜、特急列車の一部を飯能駅4番ホーム発着に変更
- 一般列車
  - 平日朝、清瀬駅始発新木場行き各停を2本取りやめ。
  - 平日夕夜、池袋駅の急行の発車ホームをすべて5番ホームに変更。
  - 土休日朝、飯能駅発の秩父鉄道直通各停長瀞・三峰口行きを2本から1本に減便。
  - 土休日朝、横瀬駅発の秩父鉄道直通長瀞行きを1本運転。
  - 土休日昼、狭山線の運転本数を平日昼と同じ毎時3本に減便[注釈 16]。
  - 土休日夕方、秩父鉄道長瀞駅および三峰口駅発飯能行きの運転を取りやめ。

山口線
- 狭山線および多摩湖線のダイヤ改正にあわせて運転時刻を変更。一部の接続が改善された。

### 2024年3月16日
多摩川線以外の全線で実施された。
池袋線系
- 特急列車
  - 平日朝ラッシュ時の上り2本の時刻を、よりピーク帯に寄せる。
  - 平日池袋駅9時台到着の上り1本を復便。
  - 土休日池袋駅16時台到着の上り1本を飯能駅から西武秩父駅始発に延長。
- 一般列車
  - 平日夜間の池袋駅発を2本削減。
  - 土休日9時台の飯能駅〜西武秩父駅間を1本削減。

新宿線関係
- 有料列車
  - 朝ラッシュ時の拝島ライナー増発、および時刻をよりピーク帯に寄せる。
  - 平日朝の下り特急列車を2本削減、および夕方上り2本を本川越駅始発から所沢駅始発に短縮。
- 一般列車
  - 平日日中の新宿線、拝島線、国分寺線の運転本数をコロナ禍前の10分間隔基調に復便。

山口線
- 平日夜間2本増発。

### 2025年3月15日
前回に引き続き、多摩川線以外の全線で実施。
池袋線系
- 平日下りS-TRAINの発車時刻を、全便30分繰り上げ。
- 一部一般列車の行先・種別を変更。

新宿線系
- 平日・土休日ともに、一部時間帯での西武新宿駅発の特急発車時刻を毎時30分に変更
- 一部一般列車の行先・種別の変更、および終電の繰下げ。
- 東村山駅付近連続立体交差事業の工事進捗による、所要時間と時刻の一部変更。

山口線
- 狭山線と多摩湖線との接続改善による、一部列車の発車時刻変更。